# Connexions Information Sharing Services
Connexions Servicios de Información Compartido
Connexions (el nombre completo es Connexions Information Sharing Services) es una biblioteca y archivo en línea, o internet, del movimiento canadiense por el cambio social. Este proyecto sin fines de lucro mantiene un extenso directorio de las Asociaciones Internacionales y de las Organizaciones No Gubernamentales canadienses.
Fundado en 1975 como un banco nacional de información para los activistas de base envueltos en el tema de la pobreza rural; este proyecto fue llamado originalmente Canadian Information Sharing Services (Servicios Canadienses de Información Compartido). El nombre fue cambiado a "Connexions" en 1978 para una identificar más claramente los objetivos que llevan a cabo para conectar entre ellos a los activistas de base, compartiendo información, ideas y otros asuntos relacionados. El proyecto diseminaba la información a través de boletín Connexions Digest, que recopilaba documentos y materiales de participantes de todos el país, y los ordenaba en un formato de acuerdo al tema.
Con el material impreso en sus dos primeras décadas de existencia, Connexions publicó más de 4,000 extractos de documentos, artículos, reportes y libros; así como también los perfiles de organizaciones y proyectos; para convertirse, durante este proceso, en el recurso clave y una red de trabajo para los activistas e investigadores canadienses preocupados por los asuntos de la justicia social.
En los años ochenta y noventa se publicó The Connexions Annual, con una extensa distribución, un libro de consulta acerca de las alternativas sociales y ambientales. The Connexions Annual combinaba los artículos que sopesaban las actuales situaciones, confrontando a los movimientos por el cambio social con una lista de recursos y un extensivo directorio y perfiles de grupos de base que trabajaban por el cambio. La última edición impresa de The Connexions Annual apareció en 1994.
A mediados de los años noventa Connexions cambió a la edición en internet, adicionando sistemáticamente nuevos recursos canadienses e internacionales a su biblioteca de internet, al mismo tiempo implementaba un programa de digitalización de su creciente colección de recursos impresos. 
Connexions Online almacena una biblioteca digital de más de 10,000 documentos relacionados con los derechos humanos, libertades civiles, justicia social, alternativas económicas, democratización, asuntos de la mujer, derechos de los homosexuales, lesbianas y bisexuales. La mayoría de los artículos están en Inglés, pero un creciente número de artículos, menús y encabezamientos están haciéndose en otros idiomas: Francés, Español, Alemán, Portugués y Polaco.
La biblioteca digital de Connexions es una de los más grandes, sino el más grande archivo indexado de documentos acerca de los cambios sociales. Adicionalmente al uso de la Biblioteca del Congreso y la clasificación de temas Dewey Decimal, Connexions también usa una base de datos de vocabulario controlado, especialmente diseñado, con más de 20,000 temas desarrollado por Connexions en asociación con Sources, el directorio canadiense de expertos y voceros. 
Connexions ha trabajado con Sources desde 1993, cuando el editor de Sources, Barrie Zwicker, un comunicador y pacifista, le pidió al coordinador de Connexions, Ulli Diemer, dirigir un proyecto conjunto para desarrollar un directorio en internet, de asociaciones canadienses.
El Directorio de Asociaciones de Connexions, es un recurso separado también disponible en el sitio de internet de Connexions y actualmente consiste en un listado de más de 5,000 organizaciones, ordenadas bajo más de 20,000 tópicos.
Connexions también mantiene un calendario (Connexions Calendar) que condensa el listado más grande de eventos canadienses relacionados con los cambios sociales.
También contiene una extensive compilación de materiales acerca Israel y Palestina, presentando recursos para "quienes creen en una solución del conflicto es posible basado en la justicia, igualdad, respeto por los derechos humanos, reconocimiento mutuo y el final de la ocupación israelita de los territorios palestinos".
Esta biblioteca y archivo también almacena un archivo completo de The Red Menace, un boletín socialista publicado de 1976 a 1980, por el Libertarian Socialist Collective, así como también un archivo parcial de Seven News, un periódico comunitario progresista, fundado por activistas de Toronto Este y Central.

## Orientación Política
Connexions describe su orientación política como izquierda pluralista, que es una inclusión de visiones progresistas de espectro político. Las directrices de los escritores dice que "nuestra dirección está reflejada en que trabajos seleccionamos para su inclusión en Connexions, pero dentro de nuestra selección, tratamos de incluir materiales que toman diferentes puntos de vista y proponen una variedad de objetivos y estrategias. Tratamos de proveer al lector un sumario neutral de los trabajos que resumimos, dejando a los lectores tomar su propio criterio u opinión". Connexions se identifica con la amplitud de principios que guían sus decisiones acerca del tipo de materiales que incluye en su Connexions Library. 
Como regla, los documentos escritos desde una perspectiva leninista, trotskista o posmodernista no son incluidos. Los principios de Connexions incluye un fuerte compromiso con las libertades civiles, derechos humanos, libertad de expresión, libertad de prensa, secularismo y los principios democráticos. Connexions se declara opuesto a la censura y a todas las formas de discriminación y opresión basado en el género, orientación sexual, origen o raza.

## Programa de Internado Internacional
Connexions implementa un programa de internado de Justicia Social, que atrae a pasantes y voluntarios de diferentes países, y también de todo Canadá. Los pasantes trabajan en el desarrollo del archivo electrónico, escaneando documentos e imágenes, escribiendo descripciones y mercadotecnia. Además, está en el proceso de traducir su controlado vocabulario de búsqueda al francés, español, alemán y otros idiomas, y está buscando más voluntarios para ayudarnos en esta tarea.

## Localidad
Nuestras oficinas están situadas en el centro de Toronto, Canadá.

## Más Lecturas y Recursos Relacionados
- Connexions perfil de los medios de comunicación
- Entrevista con el coordinador de Connexions, Ulli Diemer
- Una teología de Connexions

- Esta obra contiene una traducción  derivada de «Connexions (sitio web)» de Wikipedia en inglés, concretamente de esta versión, publicada por sus editores bajo la Licencia de documentación libre de GNU y la Licencia Creative Commons Atribución-CompartirIgual 4.0 Internacional.

- Datos: Q1126302